# Jennifer's Body
Jennifer's Body (no Brasil: Garota Infernal; em Portugal: O Corpo de Jennifer) é um filme estadunidense de 2009, do gênero comédia de terror, escrito por Diablo Cody e dirigido por Karyn Kusama.
Estrelado por Megan Fox, Amanda Seyfried, Johnny Simmons e Adam Brody, Jennifer's Body conta a história de uma garota estudante do ensino médio possuída por um demônio que mata seus colegas do sexo masculino, com sua melhor amiga se esforçando para detê-la. O filme estreou no Festival Internacional de Cinema de Toronto de 2009 e foi lançado comercialmente nos Estados Unidos e no Canadá em 18 de setembro de 2009. O título do longa é uma referência à música de mesmo nome da banda de rock alternativo Hole, lançada em seu álbum Live Through This. Em agosto de 2009, meses antes do filme ser estreado, um romance gráfico de Jennifer's Body foi lançado pela Boom! Studios como um tie-in do longa.
Trabalhando com Cody novamente após a produção de Juno, Jason Reitman afirmou que ele e seus produtores "queriam fazer filmes incomuns". Cody disse que queria que o filme falasse sobre o empoderamento feminino e explorasse as complexas relações entre melhores amigas adolescentes.
O filme teve um desempenho medíocre nas bilheterias domésticas, faturando US$ 2,8 milhões no dia da estréia e US$ 6,8 milhões em seu primeiro fim de semana, sendo recebido com resenhas mistas dos críticos. As críticas negativas contestaram a narrativa e, especificamente, a premissa de horror/história em quadrinhos, afirmando que o filme "deixou de ser engraçado ou assustador o suficiente para satisfazer o público", enquanto as críticas positivas elogiaram o filme por seu roteiro e as performances do elenco, sobretudo de Megan Fox. Desde 2018, com a ascensão do Movimento Me Too, o filme tem sido designado como um filme de terror feminista, ganhando status de filme cult.

## Enredo
Anita "Needy" Lesnicki, que era uma adolescente insegura e estudiosa que morava perto de Devil's Kettle, Minnesota, é agora uma violenta interna de um manicômio que sofre sérios distúrbios mentais que narra a história como um flashback enquanto está em sua cela solitária. Desde a infância, ela era amiga de Jennifer Check, uma líder de torcida popular, apesar de terem pouco em comum. Uma noite, Jennifer leva Needy a um bar da região para assistirem a um show de uma banda de indie rock chamada Low Shoulder; um incêndio suspeito se inicia e destrói o bar, matando várias pessoas, apesar de Jennifer, Needy e a banda conseguirem escapar. Em choque, Jennifer concorda em ir embora com a banda, apesar dos conselhos de Needy. Mais tarde naquela noite, Jennifer, coberta de sangue, aparece na cozinha de Needy e tenta comer um frango cru na geladeira; Jennifer imediatamente vomita um líquido escuro e espinhoso, saindo com pressa da casa posteriormente, o que aterroriza Needy.
Na manhã seguinte, na escola, Jennifer parece estar bem e descarta as preocupações de Needy. Enquanto a população da cidade encontra-se chocada pelas mortes causadas pelo incêndio do bar, Jennifer seduz o capitão do time de futebol americano da escola e o leva para a floresta, estripando-o. Enquanto isso, os membros do Low Shoulder ganham popularidade devido ao seu heroísmo falsificado ("confirmado" pela Wikipedia) durante o incêndio e se oferecem para fazerem um show de caridade na escola durante a primavera.
Um mês depois, Jennifer fica pálida. Ela aceita ir a um encontro com o seu colega de escola gótico e emo Colin, a quem ela brutalmente mata. Enquanto Needy e seu namorado Chip fazem sexo naquela mesma noite, Needy sente que algo terrível aconteceu; ela sai em pânico rumo a casa de Jeniffer e quase a atropela com seu carro no caminho; Needy se espanta ao perceber que sua amiga está encharcada de sangue. Ao voltar pra casa, ela encontra Jennifer novamente, que explica que os membros do Low Shoulder a levaram para a floresta após o incêndio do bar e a ofereceram como um "sacrifício virgem" a Satanás em troca de fama e fortuna; embora o sacrifício e a troca demoníaca tenham sido um sucesso, Jennifer não era realmente virgem, o que a tornou permanentemente possuída; saindo da floresta após sobreviver ao sacrifício, Jennifer diz ter encontrado um estudante de intercâmbio que havia recém sobrevivido ao incêndio do bar naquela noite e fez dele sua primeira vítima. Jennifer afirma que, quando come, pode suportar praticamente qualquer lesão sem sofrer nenhuma dor, curando-se instantaneamente.
No dia seguinte, Needy vai para a seção de ocultismo da biblioteca da escola e descobre que Jennifer é uma súcubo que só se alimenta de carne humana e só pode ser morta enquanto estiver com fome e fraca. Needy conta a Chip sobre suas descobertas sobre Jennifer e o avisa para não ir ao baile da escola; ele não acredita nela, fazendo com que ela termine seu namoro com Chip visando sua segurança. Chip decide ir ao baile mesmo assim, mas é barrado por Jennifer naquela noite, que o seduz e o leva a uma casa de bilhar abandonada, passando a se alimentar dele. Após algumas suspeitas, Needy descobre o paradeiro dos dois e, ao chegar lá, luta contra Jennifer; Chip empala Jennifer através do estômago com uma lança, mas Jennifer consegue removê-la e foge, enquanto Chip sucumbe aos seus ferimentos.
Needy vai para a casa de Jennifer e invade o quarto dela; ela luta contra Jennifer e a esfaqueia no coração com uma faca, matando-a e destruindo o demônio. A mãe de Jennifer entra e encontra Needy em cima do corpo de sua filha. Needy então é presa e levada para o manicômio do início do filme. Encerrada sua história, ainda confinada na solitária, Needy manifesta alguns dos poderes sobrenaturais de Jennifer, como super força e capacidade de levitar adquiridos por uma mordida não fatal que Needy sofreu durante a última briga contra Jennifer; Needy, então, consegue fugir do hospício, pega uma carona até o hotel onde o Low Shoulder está hospedado e mata todos os integrantes.

## Elenco
- Megan Fox - Jennifer Check
- Amanda Seyfried - Anita "Needy" Lesnicki
- Johnny Simmons - Chip Dove
- Adam Brody - Nikolai Wolf
- J.K. Simmons - Sr. Wroblewski
- Kyle Gallner - Colin Gray
- Amy Sedaris - Toni Lesnicky
- Cynthia Stevenson - Sra. Dove
- Carrie Genzel - Sra. Check
- Juan Riedinger - Dirk
- Chris Pratt - Policial Roman Duda
- Juno Ruddell - Policial Warzak
- Josh Emerson - Jonas Kozelle

## Produção

### Desenvolvimento
Jennifer's Body é o acompanhamento dos esforços de colaboração da escritora e produtora Diablo Cody e Jason Reitman durante a produção de Juno em 2007. Em outubro daquele ano, a Fox Atomic adquiriu preventivamente os direitos do roteiro de Cody com Megan Fox cogitada para estrelar. Peter Rice, que na época supervisionava a Fox Searchlight e a Fox Atomic, trouxe o projeto para o estúdio, que por sua vez havia distribuído Juno, de Cody. Mason Novick e o parceiro de produção de Reitman, Dan Dubiecki, assinaram como produtores em novembro de 2007. Reitman comentou: "Queremos fazer filmes incomuns e qualquer projeto que gire em torno disso interessa ao Dan e a mim". Karyn Kusama assumiu o cargo de diretora em janeiro de 2008. Kusama disse que assinou o projeto por causa do roteiro: "Fui abençoada por ler esse roteiro em um momento em que os produtores estavam se reunindo com os diretores e isso me impressionou. Foi tão original, tão imaginativo", afirmou. Além disso, Cody, Reitman e Kusama sabiam que o filme seria classificado com  a censura R pela MPAA por conta de suas falas repletas de palavrões.

Lembro-me de assistir escondido o Laserdisc de A Nightmare on Elm Street do meu pai e ter os momentos mais legais do cinema da minha infância, não consigo imaginar ter essa experiência com qualquer outro gênero. Não me imagino assistir escondido dos meus pais um filme de comédia na esperança de que não me descubram no meio da noite assistindo. Eu penso que, um dia, um garoto por aí irá secretamente abrir a capa de um Blu-ray de Jennifer's Body para ver escondido como eu; se isso ocorrer será muito emocionante para todos nós.

—Jason Reitman
Em fevereiro de 2008, o trabalho de desenvolvimento do filme chegou a ser cessado após um escritor do site CC2K.us publicar uma crítica prévia do roteiro do filme. A revista Latino Review também publicou uma revisão prévia. No momento em que o CC2K.us recebeu sua ordem de remoção da crítica, foram levantadas questões sobre por que a revisão do script amplamente positiva da Latino Review foi mantida, enquanto que as análises negativas do site CC2K foram apagadas do domínio após um processo judicial movido pela Fox Searchlight. Embora a Latino Review tenha sido solicitada posteriormente a remover sua revisão, vários outros sites e blogs publicaram suas próprias críticas ao script.
Cody afirmou que, ao escrever o roteiro, ela estava "simultaneamente tentando prestar homenagem a alguns filmes de terror cômicos que ela adorava, mas, ao mesmo tempo, meio que as irritava". Uma de suas influências do gênero de terror dos anos 80 foi o filme The Lost Boys. Ela queria "honrar isso e, ao mesmo tempo, [ela] nunca tinha realmente visto esse subgênero em particular com meninas e [ela] tentou fazer um pouco de ambos". Apesar disso, ela disse que havia notado que "o último sobrevivente do filme de terror típico é uma mulher" e que, por causa disso, ela sente que "o horror sempre teve um ângulo feminista em relação a ele de uma maneira estranha e, ao mesmo tempo, é meio que deliciosamente explorador".
Cody disse que queria que o filme falasse sobre o empoderamento feminino e explorasse as complexas relações entre melhores amigas. "Karyn Kusama e eu somos feministas francas", disse ela. "Queríamos subverter o modelo clássico de terror de mulheres sendo aterrorizadas. Quero escrever papéis que atendam às mulheres. Quero contar histórias da perspectiva feminina. Quero criar boas peças para atrizes onde elas não são apenas acessórios para homens". Dirigindo-se ao gênero de terror "dominado por homens", Cody disse que "uma das principais razões para escrever o filme foi trazer à tela uma nova maneira de expressar a intensidade dos laços femininos" e que as amizades adolescentes que ela experimentou eram incomparáveis em sua intensidade. Ela queria mostrar o aspecto "quase horrível" dessa devoção e sua relação com o parasitismo.
Os produtores decidiram promover o filme com a afirmação "Hell is a teenage girl" ("O inferno é uma adolescente") para refletir os "horrores" da puberdade e que "as emoções infernais sentidas durante o ensino médio reaparecem com frequência quando as adolescentes amadurecem para se tornarem mulheres jovens". Cody declarou:
Há a cena em que Jennifer está sentada sozinha, manchando maquiagem no rosto. Eu sempre pensei que era uma imagem tão triste. Ela é tão vulnerável. Não conheço nenhuma mulher que não tenha tido um momento sentado em frente ao espelho e pensando: 'Me ajude, quero ser outra pessoa'. O que a torna mais afetante é que ela [Fox] é impressionante.
Cody elaborou a história para seguir uma noite que termina em um incêndio trágico, após o qual Jennifer é sequestrada e criada como um sacrifício que dá errado. Jennifer, agora possuída por um demônio e posteriormente transformada em súcubo, parte em um obsessão sangrenta no qual ela devora meninos, cabendo à Needy detê-la. No tipo de aspecto inverso de como a puberdade muda a vida de uma garota, Jennifer deve consumir o sangue de outras pessoas uma vez por mês ou ela se torna fraca e de aparência clara. Cody disse que o roteiro não é um reflexo de nenhuma parte de sua própria vida, mas que ela se identifica mais com a personagem Needy. "Eu diria que sou mais necessitada do que Jennifer. Nunca fui uma mulher alfa e nunca saí intimidando outras pessoas", disse ela. "Se eu tivesse que escolher, eu era definitivamente quem estava sendo empurrada, não quem estava empurrando."
O apelido de "Needy" foi dado ao personagem de Seyfried para sublinhar a dinâmica essencialmente condescendente do relacionamento entre Jennifer e Needy na escola, pois Needy frequentemente admira Jennifer e sente que precisa dela. Cody disse que "Jennifer é um produto de uma cultura que pressiona as meninas a serem magras, bonitas e iguais às estrelas de cinema" e que "espera que o filme inspire as meninas a levar a vida em suas próprias mãos e fazer com elas o que elas querem". "Se eu tivesse assistido a este filme na adolescência eu sairia do cinema sentindo-me totalmente inspirada", afirmou. "Eu gostaria de escrever ou criar algo pois eu teria a sensação de que o filme teria acabado de 'falar comigo'".
Dirigindo-se à sua decisão de Jennifer e Needy serem romanticamente íntimas em um ponto durante o filme, que ocorre na forma de uma longa e apaixonada cena de beijo, Cody disse que não escreveu a cena para obter publicidade. Falando sobre os comentários que poderiam surgir após o filme ou durante comentários da mídia em geral, ela disse que "se os dois protagonistas do filme fossem um garoto e uma garota e em um momento particularmente tenso, eles compartilharam um beijo, ninguém diria que isso era gratuito", mas "o fato de serem mulheres significa que é algum tipo de truque". A cena "pretendia ser algo profundo e significativo" para ela e Kusama. Ela afirmou ainda:
Obviamente, sabíamos que as pessoas iriam "sensacionalizar" a cena totalmente. São garotas bonitas, a cena é quente, não tenho medo de dizer isso. Existe uma energia sexual entre as garotas que é meio autêntica, porque eu sei que quando eu era adolescente, as amizades que tive com outras garotas eram quase românticas, eram tão intensas. Eu queria dormir na casa da minha amiga todas as noites, queria usar as roupas dela, conversaríamos ao telefone até nossos ouvidos doerem. Eu queria capturar aquele sentimento elevado que você sente quando adolescente e que realmente não sente quando é adulto. (risos) Você gosta de seus amigos quando adulto, mas não precisa dormir na mesma cama com eles e conversar com eles por telefone até as 5 da manhã todas as noites.
Embora o filme tenha algumas cenas de comédia, Cody inicialmente pretendia que fosse um filme de terror tradicional "bastante sombrio". Perto de "um terço do processo", ela sentiu que era incapaz de fazer o filme como um terror puro, afirmando que "o humor continuava se infiltrando". Ela declarou: "Eu tenho um senso de humor macabro. Muitas coisas no filme que são horríveis são engraçadas para mim". Sentindo que "filmes de comédia e filmes de terror são parecidos" por serem filmes em que você pode avaliar significativamente as reações intensas da platéia, Cody afirmou: "Eles estão rindo, estão gritando, não é uma experiência passiva. Então, na verdade, eu acho que comédia e horror são parecidos dessa maneira".

### Escolha do elenco
Megan Fox estava em negociações para estrelar como Jennifer Check durante o ano de 2007 e foi oficialmente escalada para o papel em outubro daquele ano. Fox disse que o motivo pelo qual ela aceitou o papel foi seu amor pelo roteiro. "Acho que o que mais amei no filme é que ele é tão desapaixonado e quão completamente inadequado é o tempo todo", disse ela. "Essa foi a minha parte favorita sobre o roteiro e sobre a personagem. É divertido poder dizer toda aquela merda que ela tem a dizer e se safar tranquilamente". Questionada sobre como atuar em um filme como esse é diferente de atuar em Transformers (2007), Fox disse que "não há distrações, como se não houvesse robôs para distraí-la de qualquer desempenho que eu der. Então, se se eu realmente desempenhar um papel terrível, será por minha culpa mesmo". Ela também disse que apesar de esse aspecto do negócio ser em volta de um enredo de terror, ela gostava de interpretar a personagem. "Eu não tinha muita certeza do que estava fazendo", disse Fox. "Eu estava apenas tentando me divertir com isso e senti que era capaz de tirar sarro da minha própria imagem sobre como algumas pessoas podem perceber a pessoa Megan Fox. Eu estava apenas meio que voando livremente e espero que isso funcione..." Para se preparar para seu papel de adolescente morta-viva, Fox perdeu quase 90 kg e evitou tomar banhos de sol para manter sua pele clara. Ao equilibrar o horror do filme com humor, ela disse que confiava muito no roteiro de Diablo Cody e na direção de Karyn Kusama para fazê-lo.
Em fevereiro de 2008, Amanda Seyfried foi escalada como Anita "Needy" Lesnicki, a melhor amiga nerd de Jennifer com quem ela compartilha uma paixão um tanto lésbica. Seyfried disse que era um alívio interpretar a personagem nerd ao lado de Fox. "Sendo [Jennifer] uma líder de torcida, você tem aquela pressão estranha de sentir que precisa parecer atraente", afirmou. "Neste filme, eu não me preocupei com nada disso. Eu acabei muito deprimida por não conseguir aquele papel, porque Megan é toda gostosa, mas eu não sou".
O Chud.com relatou que os cineastas estavam olhando para os membros reais da banda de rock Pete Wentz, do Fall Out Boy, e Joel Madden, do Good Charlotte, para interpretar o protagonista masculino Nikolai Wolf, vocalista da banda Low Shoulder no filme. Chad Michael Murray também foi considerado para o papel. Em março de 2008, Johnny Simmons foi escalado como Nikolai. No entanto, Brody foi oficialmente escalado para o papel de Nikolai, enquanto Simmons recebeu o papel de Chip Dove. Brody disse que não fez seus próprios vocais, acrescentando: "Minha voz ainda está passando pela puberdade. Eles me deram uma ou duas aulas de canto, não é a pior coisa do mundo, mas não é algo que alguém escolheria ouvir..." Seus vocais foram fornecidos por Ryan Levine, que também interpretou outro membro da banda.

### Filmagens
No final de 2007, a Fox Atomic tinha planos de filmar Jennifer's Body antes de uma possível greve dos roteiristas. Quando a greve do Writers Guild of America começou, as filmagens foram transferidas para 7 de março de 2008, em Burnaby, Colúmbia Britânica, especificamente no Robert Burnaby Park, perto da Escola Secundária Cariboo Hill. Algumas das cenas, particularmente aquelas situadas em um ambiente escolar, foram filmadas em escolas da região de Vancouver como a Escola Técnica Secundária de Vancouver, a Escola Secundária Langley e a Escola Secundária University Hill. A cena das cachoeiras foi filmada na cachoeira Devil's Kettle no Parque Estadual Judge CR Magney perto de Cook, Minnesota.
Fox disse que, durante as filmagens da cena do beijo entre Jennifer e Needly, Seyfried estava "extremamente desconfortável", apesar de ela mesma também não parecer muito à vontade. "Eu me sinto muito mais segura atuando com as meninas, me senti mais confortável beijando ela [Seyfried] do que beijando qualquer outra pessoa que eu tive que beijar no filme", disse Megan. Seyfried disse que nenhuma delas queria fazer o beijo porque ambas sentiram que a cena seria usada apenas para fins promocionais. Ela concordou com Fox que estava desconfortável em representar a cena: "Foi a primeira vez que fiz uma cena de beijo real com uma mulher", afirmou. "É simplesmente estranho. Mulher beijando outra mulher 'é diferente'. Algo sobre isso parecia desconfortável para mim"

### Design e efeitos
Os efeitos especiais do filme foram realizados pelas empresas KNB EFX GROUP e a Moving Picture Company. Para a forma demoníaca de Jennifer, os criadores usaram técnicas diferentes. "Na verdade, eu não estava tanto [na cadeira de maquiagem] porque eles criaram uma cabeça inteira. Eles fizeram um rosto vivo de mim dos ombros para cima. Eles 'me criaram' e depois colocaram os dentes", afirmou Fox. "Para salvar minha cara, eles tinham uma foto dupla que entrava e fazia a maior parte da maquiagem maluca de monstro, eles faziam isso nela. Então, isso passava de mim, e na pós-produção, de alguma forma, ficava com ela e a cabeça falsa. Eles os misturariam".
Para a "cena do vômito", onde Jennifer chega à casa de Needy após ser possuída pelo demônio, Fox disse que o líquido que lhe foi dado para cuspir "era na verdade... calda de chocolate". "Nós fizemos algumas tomadas, eu gostaria apenas de fazer essa cena gritando mas aí eles deram a ideia da calda de chocolate e fiquei mais tranquila", afirmou. "Eles fizeram uma sonda que se prendia na minha orelha e que fazia o vômito jorrar..." Fox disse que essa sonda "fica presa. Passa pela parte de trás da minha orelha e então eu a mordo pelo lado do meu rosto, fazendo com que o vômito jorrasse através de um tubinho..." Os produtores utilizaram efeitos especiais para não deixar o dispositivo à mostra na filmagem final, segundo Fox. Dirigindo a cena, Kusama disse que tinha uma sensação clássica. Fox concordou: "Sim, o aparelho de jorrar que eles fabricaram projeta o vômito para bem longe. Foi bem intenso".
Para efeitos especiais mais práticos no set, em oposição ao CGI, Kusama disse que "foi uma escolha que todos nós meio que fizemos organicamente". Ela disse que eles apreciam "esse tipo de efeito em filmes antigos e [perguntam] o quanto às vezes é mais eficaz usar uma tonelada de CG" e que "sempre começam com um efeito prático e depois avançam de lá para estabelecer uma base de algo que está fisicamente, materialmente lá". Eles acharam isso mais agradável.

Antes de começarmos a filmar, nós envolvíamos o aparelho completo preso ao rosto dela [Fox] e seu maxilar real ficava esverdeado essencialmente dentro da boca; depois, o aparelho ficava abaixo do maxilar real e, em seguida, usávamos efeitos visuais para arrumar a aparência interna da boca dela e também um pouco do lado de fora no rosto.

—Erik Nordby sobre a construção da boca e mandíbula demoníacas de Jennifer
Erik Nordby, da KNB (conhecido por seu trabalho em The Haunting in Connecticut, que também conta com a co-estrela Kyle Gallner) declarou: "Entramos imediatamente no projeto em janeiro e passamos duas semanas inteiras tentando não apenas oferecer o roteiro, mas também coletar o máximo de material de referência para o nosso cliente". O estúdio disse que o diretor e os produtores queriam uma "abordagem old-school, sem interferência digital e apenas alguns efeitos visuais", para que os elementos de horror não dominassem a trama. Com base no roteiro, o pessoal da Moving Picture chegou da mesma forma à mesma conclusão e "forneceu uma direção clara" para Nordby e sua equipe. "Naquele momento em que nos encontramos, eles já haviam se encontrado com a KNB, que já havia inventado uma imagem estilizada do que, na época, eles chamavam de 'Jennifer malvada'", disse ele. "Havia muita informação ainda por vir, mas, com base no roteiro, Jennifer vai de uma moça muito bonita ao estilo da própria Megan Fox a uma criatura súcuba e macabra, cuja mandíbula se estende até a metade do rosto". Nordby disse que o visual acabou sendo atenuado por recomendação da Moving Picture. A partir daí, a KNB "produziu alguns testes, pegando um monte de fotos dela [Fox] e fez o seu trabalho para indicar como esse equilíbrio poderia existir entre efeitos especiais e efeitos visuais e ainda manter um nível de sutileza".
As equipes queriam "manter algum tipo de fascínio pela Megan Fox", mas disseram que era "incrivelmente difícil, porque assim que [eles] distorcem o rosto dela em qualquer direção, o brilho sai". Para combater isso, eles acabaram se concentrando em qualquer coisa abaixo do nariz dela, onde eles tinham a liberdade de tornar as coisas "o mais horríveis que precisavam" e depois acima do nariz, "[eles] podiam manipulá-la um pouco com distorções e cores com correção nas órbitas oculares. Então, mesmo na pior das hipóteses, ela teve um pouco dessa sensualidade o tempo todo".
Nordby disse que a maior parte da atenção foi dedicada ao rosto de Jennifer e que "muito rapidamente em combinação" com efeitos especiais e maquiagem, a Moving Picture pensou em um sistema de cinco estações para o que Jennifer passaria. Nordby afirmou:
O primeiro estágio é a bela Jennifer e, em seguida, o segundo e o terceiro estágio eram estritamente maquiagem, onde seus olhos se tornavam mais ocos e ela começava a parecer simples como o resto de nós. E no quarto estágio utilizamos algumas dentaduras personalizadas que a KNB fez para ela e os efeitos visuais nesse estágio foram principalmente deformações faciais e recuaram um pouco mais os olhos e tiveram um efeito de fixação nas íris e uma variedade de outras deformações da musculatura, como fazer os ombros mais baixos do que num corpo humano normal. O quinto estágio foi o máximo, o mais louco possível, o que você realmente não vê até perto do fim.
A Moving Picture também trabalhou nas cenas da cachoeira que "desaparece", que serve como sepultura de Jennifer quando ela é esfaqueada durante o ritual satânico da banda no filme. Eles transformaram a misteriosa cachoeira em um redemoinho. "Chegamos a uma abordagem que achamos que funcionaria porque tínhamos muita confiança em nossos simuladores de água", afirmou Nordby. "Foram utilizadas filmagens tanto diurnas quanto noturnas da cachoeira, então tivemos que trabalhar muito. As fotos noturnas, sobretudo, desempenham um papel fundamental no filme e rodamos as cenas do local com ajuda de um enorme guindaste".

### Música
A música foi incorporada como parte essencial do filme; existem "bandas muito específicas" colocadas em pôsteres de bandas em algumas partes, como na seleção de pôsteres de várias bandas nas paredes do bar. Kusama disse que "A música era um grande componente do filme" e isso é evidente primeiro com "as músicas que vemos e ouvimos executadas, mas depois, sentimos apenas a vibração do filme". Ela disse: "À medida que o filme avança, torna-se um filme claramente orientado pela música. É uma espécie de filme juvenil".

## Lançamento e recepção

### Resposta da crítica

#### Crítica da época
O site de agregação de críticas Rotten Tomatoes relata que 44% dos críticos deram críticas positivas ao filme, com base em 198 críticas e uma média de classificação de 5,18/10; o consenso crítico do site declara: "Jeniffer's Body apresenta ocasionalmente um diálogo inteligente, mas a premissa de horror/quadrinhos não é engraçada nem assustadora o suficiente para satisfazer o público". No Metacritic, que atribui uma classificação média ponderada às críticas principais, o filme tem uma pontuação de 47/100 com base em 29 avaliações, indicando "críticas mistas ou médias". O público consultado pelo CinemaScore deu ao filme uma nota "C" em uma escala de "A+" a "F".
O crítico de cinema Roger Ebert gostou do filme, apelidando-o de "Crepúsculo para meninos" e dizendo "como um filme sobre uma líder de torcida comedora de carne é melhor do que deveria ser"; Ebert disse que dentro de Cody existe "a alma de um artista e seu roteiro traz a esse material uma certa vantagem, uma espécie de prazer alegre, que é intransigente. Este não é o seu thriller de terror adolescente na linha de montagem". Além disso, ele elogiou a atuação de Fox no papel de Jennifer. Ele deu ao filme três de suas quatro estrelas em sua crítica. Rick Groen, do jornal The Globe and Mail, deu ao filme três de quatro estrelas. Peter Travers da revista Rolling Stone afirmou que o filme é "Quente! Quente! Quente!" e que "a diretora Karyn Kusama está dividida entre o dever de empoderamento feminino e o gênero de slasher"; ele creditou o retrato de Fox como mostrando "um talento cômico" que Transformers "nunca investigou".
A crítica de Mary Pols pela revista Time chamou o filme de divertido e raciocinou: "[o filme] é uma produção inteligente e algumas caracterizações dele são bem observadas". Dana Stevens, da Slate, elogiou o filme por ser "gostoso e poderoso, sexy e assustador, às vezes enlouquecedor, mas impossível de parar de assistir" e uma "comédia negra perversa com ressonância emocional inesperada, um dos filmes mais puramente agradáveis do ano até agora".
Dando uma resenha parcialmente negativa do filme, Joshua Rothkopf, da Time Out New York, disse que "o filme tem um brilho central - e algum flerte lésbico entre os casais - enquanto seu enredo mergulha profundamente na mesmice de Crepúsculo"; ele também escreveu que o roteirista de Jennifer's Body "pareceu ter perdido seu caminho satírico na metade do filme". Ann Hornaday, do Washington Post, disse: "Há uma certa diversão excêntrica em Jennifer's Body, mas que isso é coisa de distração adolescente, não significando que seja um bom filme" e que o longa "é um filme B dirigido estritamente para um único nicho". O crítico Peter Hartlaub do San Francisco Chronicle declarou: "As performances de diálogo espirituoso são divertidamente apreciáveis, mas o filme em si não consegue dar um único bom susto. Um episódio de Murder, She Wrote consegue ter mais emoções". O jornal Chicago Tribune contestou a performance de Megan Fox, alegando que a atriz "não tem o mesmo censo de humor de Cody".
Isabela Boscov disse que o filme é irregular, mas "é a primeira vez que eu vejo um filme de terror com adolescentes que tem uma marca autoral, tem algo de pessoal nele muito forte, pro bem e pro mal".

#### Avaliações posteriores
Em 2018, Constance Grady relatou no site Vox que estava se formando um novo consenso crítico que apreciava o filme como um "clássico feminista esquecido"; ela afirmou que depois que o Movimento Me Too destacou os frequentes assédios sexuais e a má conduta na indústria da mídia, a história do filme de "um grupo de homens poderosos sacrificando o corpo de uma garota no altar de seu próprio progresso profissional" tornou-se desconfortavelmente familiar. Segundo Grady, isso permitiu que os espectadores assistissem ao filme não como uma fantasia de sexo, mas sim como uma fantasia de vingança, pois Jennifer usa seu corpo abusando contra seus agressores. A Vox também atribuiu a má recepção inicial do filme à suposição dos revisores de que "um filme de terror adolescente" era destinado a um público hétero e masculino e que, se um filme não atendia às expectativas desse público, falhava como filme (exemplificado por uma crítica da ReelViews que diz que "se você está procurando uma maneira de observar o corpo de Megan Fox, há maneiras muito melhores de fazê-lo do que se sujeitar a isso"). Ainda segundo Grady, esse olhar masculino direto não é mais o padrão para os críticos de cinema ou para o público em geral como um todo.
Segundo a roteirista, Diablo Cody, o filme foi comercializado errado. Ela discutiu com executivos que queriam "divulgar o filme para garotos que gostam de Megan Fox. Eu fiquei revoltada pois esse filme também é para garotas! E esse público eles não fizeram nenhuma questão de tentar alcançar".
Lee McCoy ao comentar em 2021 para o DrumDums sobre o novo filme de terror da Megan Fox, Till Death, disse que Jennifer's Body é um "clássico cult".

### Desempenho comercial
Embora se esperasse que o filme atraísse um número significativo de jovens adolescentes/adultos, principalmente homens com 17 anos ou mais, enquanto Cody esperava uma grande participação feminina, o filme ganhou US$ 2,8 milhões em sua estréia, número esse considerado decepcionante. Em seu primeiro fim de semana, Jennifer'Body acumulou e US$ 6,8 milhões nas bilheterias norte-americanas; o filme ficou em quinto lugar, enquanto o filme de animação em 3D Cloudy with a Chance of Meatballs ficou em primeiro com US$ 30,1 milhões arrecadados. Produzido sob um custo de cerca de dezesseis milhões de dólares, Jennifer's Body conseguiu atrair o público feminino considerável que Cody queria; 51% dos espectadores do filme nos cinemas eram do sexo feminino, sendo 70% delas tinham menos de 25 anos de idade. Esperava-se que o filme se beneficiasse um pouco da cena do beijo lésbico entre Fox e Seyfried, que foi utilizada fortemente como publicidade; também esperava-se que o filme conquistasse mais o público masculino devido a presença de Fox no filme. O crítico Jim Vejvoda, da IGN, afirmou que essa cena não é tão interessante quanto nas décadas passadas e que uma cena como esta jamais deve ser usada como parâmetro para atrair público. O filme arrecadou US$ 16.204.793 no mercado interno e US$ 15.351.268 em outros países, totalizando um total mundial de US$ 31.556.061.
Analistas e críticos de bilheteria debateram o desempenho inferior do filme. O analista Jeff Bock, da Exhibitor Relations, considerou o filme com baixo desempenho nas bilheterias devido a dois motivos; o primeiro, segundo ele próprio, é o gênero: Bock afirmou que o público americano aprecia tanto o horror quanto a comédia, mas a ideia de "misturar essas duas coisas e colocá-las juntas em um só lugar tornam o filme enjoativo". "O gênero comédia de terror é a mais difícil de se vender em Hollywood", disse ele; ele observou filmes como Tremors, Slither, Shaun of the Dead, Eight Legged Freaks e a franquia Evil Dead e disse que, embora alguns deles sejam considerados sucessos tanto comercial quanto críticos, "nenhum deles deixou um legado lembrável como um clássico do gênero". Apesar de outros filmes de terror com "classificação R" terem se centrado em torno de adolescentes, alguns como Scream foram bem-sucedidos, Bock disse que a segunda razão pela qual Jennifer's Body teve um desempenho abaixo do esperado nas bilheterias foi o fato dele ter recebido a mesma classificação R, que ele descreveu como um "obstáculo" para o público visado pelo filme; ele disse que o filme se passa no ensino médio e "soa como o pacote perfeito para os adolescentes", mas que "a classificação R proibiu muitos adolescentes de irem aos cinemas assistir o filme" e o estúdio, após receber essa censura da MPAA, ficou sem saber como lançaria o filme agora que o seu nicho desejado não seria mais alcançado.
O analista de bilheteria do site Hollywood.com e presidente Paul Dergarabedian disse que "os números fracos de Jennfer's Body não significam que Megan Fox não pode ser estrela de um filme". "Pode ser apenas uma questão de escolher os projetos certos para ela", disse ele à Associated Press: "Ela está tentando encontrar um mundo além de Transformers, e eu sei que ela irá achar. Ela é jovem e tem muitas promessas".

## Trilha sonora
A trilha sonora do filme foi lançada em 25 de agosto de 2009, pela Fueled by Ramen.

### Faixas
1. Florence and The Machine – "Kiss With A Fist"
2. Panic! At The Disco – "New Perspective"
3. Hayley Williams – "Teenagers"
4. Little Boots – "New In Town"
5. Dashboard Confessional – "Finishing School"
6. Low Shoulder – "Through The Trees"
7. Cute Is What We Aim For – "Time"
8. Screeching Weasel – "I Can See Clearly"
9. Cobra Starship – "Chew Me Up And Spit Me Out"
10. All Time Low – "Toxic Valentine"
11. Black Kids – "I'm Not Gonna Teach Your Boyfriend How To Dance With You"
12. White Lies – "Death"
13. The Sword – "Celestial Crown"
14. Silversun Pickups – "Little Lover's So Polite"
15. Lissy Trullie – "Ready For The Floor"
16. Hole - "Violet"
17. Eddie Money - "Two Tickets to Paradise"